# Château d'Esparron-de-Verdon
Le château d'Esparron-de-Verdon est situé sur le territoire de la commune française d'Esparron-de-Verdon, dans le département des Alpes-de-Haute-Provence et la région Provence-Alpes-Côte d'Azur.

## Historique
La première mention d'un château à Esparron date de 990. Dans le cartulaire de l'abbaye de Lérins se trouve à cette date une charte concernant la dédicace d'une ecclesie beati Vincentii lartiris proche de castrum Sparronis, in Bulzolschi valle. Mathieu Vivas propose de dater ce texte plutôt dans les années 1020. Il est probablement lié au phénomène d'incastellamento qui se produit en Provence à cette époque avec la création d'un habitat groupé et fortifié.
Au XIIe siècle, le cartulaire de l'abbaye Saint-Victor de Marseille cite un Bertrand d'Esparron, en 1182, avec Spata Curtaqui apparaît une seconde fois comme témoin du testament du premier. La famille Spata (ou Spada) est seigneur de la ville de Riez.
Agnès Spata, fille d'Augier Spata (vers 1155-vers1218), dame de Riez et d'Allemagne, s'est mariée avec Boniface IV de Castellane. La famille de Castellane est une des plus anciennes familles provençales. En 1226 ou 1227, Boniface de Castellane rend hommage à Raimond Béranger V, comte de Provence, pour ses châteaux, dont celui d'Esparron. Les Castellane sont alors coseigneurs d'Esparron avec la famille d'Esparron. Cette coseigneurie aurait été créée au XIIIe siècle et a duré jusqu'au XIVe siècle. Des hommages sont rendus par les seigneurs de Cotignac et de Beaumont qui montrent qu'ils possédaient le tiers du castrum d'Esparron. Les Castellane ne deviennent les seuls seigneurs d'Esparron qu'au XVe siècle, par mariage et rachat.
C'est au début du XIIIe siècle qu'une tour carrée de 9 m de côté ayant des murs de 1,5 m d'épaisseur est construite sur l'éperon rocheux. Elle est actuellement de 6 niveaux séparés par des planchers en bois, sauf le niveau 5 voûté en pierre.
Le château est modifié entre 1520 et 1540 sans changer ses fonctions. Une tour dite des latrines est ajoutée contre la façade du logis. Un escalier à vis est inséré entre le donjon et les ailes ouest et est permettant de relier les différentes ailes et d'assurer une communication verticale.
Dans le dernier quart du XVIIIe siècle, l'aile est est restaurée, mise au goût du jour avec des pièces en enfilade, salons et chambres d'apparat.
L'actuel propriétaire du château est le comte Bernard de Castellane-Esparron, qui hérita de la demeure à la suite d'une donation de son oncle Louis Provence de Castellane-Esparron en 1989. Le comte Bernard et son épouse Charlotte-Anne, fille de John Scott (9e duc de Buccleuch) ont, depuis, transformé le château en chambres d'hôtes.

## Protection
Le donjon du XIIIe siècle a été classé au titre des monuments historiques le 6 mars 1979.
Les façades et toitures du château ont fait l’objet d’une inscription au titre des monuments historiques depuis le 6 mars 1979.
L'aile nord du château est inscrite au titre des monuments historiques par arrêté du 18 janvier 2013.

## Architecture
Donjon carré du XIIIe siècle, remanié au XVe siècle et restes de courtines et logis des XVe siècle et XVIIe siècle.
Dans la seconde moitié du XIIIe siècle, le château seigneurial est transformé en demeure de plaisance par la reconstruction de l'aile sud.